# Cratere Sinas

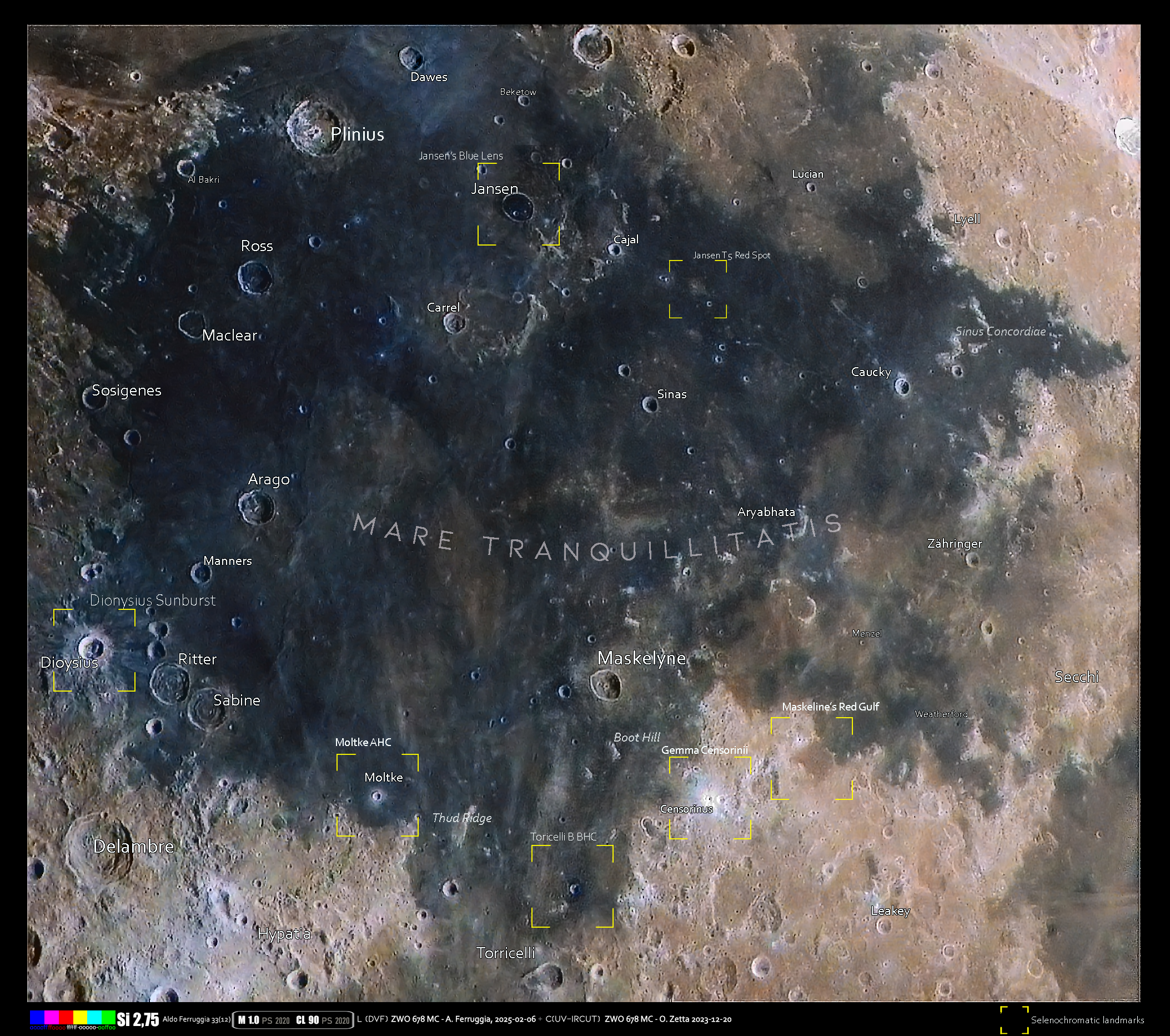
L'area del cratere in formato selenocromatico

Sinas è un cratere lunare di 11,67 km situato nella parte nord-orientale della faccia visibile della Luna.